# Loxophlebia klagesi
Loxophlebia klagesi är en fjärilsart som beskrevs av Rothschild 1911. Loxophlebia klagesi ingår i släktet Loxophlebia och familjen björnspinnare. Inga underarter finns listade i Catalogue of Life.